# Генералитетские земли
Генералитетские земли (Генеральные земли; нидерл. Generaliteitslanden) — часть территории Республики Соединённых провинций, управляемая напрямую Генеральными штатами; на этих землях не было Провинциальных штатов и они не были представлены в центральном правительстве.
Генералитетские земли оказались (или остались) под контролем Республики в ходе Восьмидесятилетней войны, и эта ситуация была закреплена Вестфальским миром 1648 года. У большинства этих территорий не было правительств, так как они оказались отрезаны от своих основных частей, оставшихся под испанским владычеством.
Список Генералитетских земель (префикс «статс» в названии территории означает, что она находилась под управлением Генеральных штатов в качестве зависимой территории):
- Статс-Брабант — северная часть Брабантского герцогства, основная часть современной провинции Северный Брабант.
- Статс-Фландрия — северная часть графства Фландрия (Зеландская Фландрия), ныне — в составе провинции Зеландия.
- Статс-Лимбург или Статс-Овермаас — ряд небольших территорий между Маастрихтом, Льежем и Ахеном; сам город Маастрихт был кондоминиумом Республики Соединённых провинций и Льежского епископства.
- Статс-Оппергелре — по Утрехтскому миру 1713 года Соединённым провинциям отошла часть Верхне-Гельдернского герцогства (часть Испанских Нидерландов).
- Вестерволде и Ведде — юго-восточная часть современной провинции Гронинген с 1594 по 1619 годы была Генералитетской землёй, прежде чем войти в состав упомянутой провинции.

После французской оккупации Южных Нидерландов и образования в 1795 году Батавской республики Генералитетские земли прекратили своё существование. Статс-Брабант стала департаментом в составе Батавской республики (Батафс-Брабант), Статс-Фландрия стала частью французского департамента Эско, Статс-Лимбург и Статс-Оппергелре стали частями французских департаментом Рур, Мёз-Интерфёр и Урт.
Когда французское владычество окончилось и было образовано Объединённое королевство Нидерландов, то ни одна из Генералитетских земель не была восстановлена. Батафс-Брабант была объединена с рядом прежде полунезависимых государственных образований Священной Римской империи и частью провинции Голландия в провинцию Северный Брабант, Статс-Фландрия стала частью провинции Зеландия, а основные части Статс-Оппергелре и Статс-Лимбург были объединены с территориями, полученными от Пруссии, в провинцию Лимбург, в то время как остальные их части были переданы Пруссии.